# Instytut SETI
Instytut SETI (ang. The SETI Institute; zob.: Search for Extraterrestrial Intelligence) – organizacja non-profit, która stawia sobie za zadanie „badanie, zrozumienie i wytłumaczenie pochodzenia, natury oraz rozpowszechnienia życia we Wszechświecie”.
Siedziba główna Instytutu SETI znajduje się w Mountain View w Kalifornii. Instytut powstał w 1984 roku. Zatrudnia obecnie (2013) ponad 50 naukowców. Badania SETI w tym Instytucie prowadzone są wyłącznie z użyciem funduszy prywatnych (projekty w innych dziedzinach mogą być finansowane ze środków publicznych, np. przez NASA). Instytut partycypuje również w misjach kosmicznych, np. New Horizons, Cassini-Huygens, Opportunity, Curiosity.
Astronomem Naczelnym Instytutu jest Seth Shostak.